# Archie Goodwin (scénariste)
Pour les articles homonymes, voir Archie Goodwin.
Archie Goodwin (né le 8 septembre 1937 et mort le 1er mars 1998) est un scénariste et éditeur de comics américain, également dessinateur.

## Biographie
Archie Goodwin naît le 8 septembre 1937. Il commence sa carrière dans les comics en tant qu'assistant de Leonard Starr sur le comic strip Mary Perkins, on Stage. Par la suite il dessine pour la revue Fidhing World et devient rédacteur en chef du magazine Redbook. En 1962 il dessine la série Hermit éditée par Harvey Comics. En 1963, il commence à travailler pour Warren Publishing où il écrit de nombreux scénarios pour les magazines d'horreur Creepy et Eerie. Il est scénariste sur de nombreux comic books publiés par Marvel Comics ou DC Comics et des comic strips comme Secret Agent X-9 dessiné par Al Williamson. Il devient Éditeur en Chef de Marvel Comics de 1976 à 1978 où il lance une série de romans graphiques et la collection Epic Illustrated. En 1979, il remplace Ron Goulart au scénario du comic strip Star Hawks dessiné par Gil Kane. Goulart était le cocréateur de la série mais le nouveau responsable éditorial l'avait écarté. Le premier strip signé Goodwin apparaît le 30 avril 1979.Il reste jusqu'au 16 août 1980 avant d'être lui aussi remplacé. C'est  Roger McKenzie puis Roger Stern qui signeront les derniers scénarios du strip qui disparaît le  2 mai 1981.
Il meurt le 1er mars 1998.

## Récompenses
- 1974 : Prix Shazam du meilleur scénariste réaliste pour Manhunter ; de la meilleure histoire courte réaliste pour « The Himalayan Incident » dans Detective Comics n°437 (avec Walt Simonson)
- 1975 : Prix Shazam du meilleur scénariste réaliste pour Manhunter ; de la meilleure histoire courte réaliste pour « Cathedral Perilous » dans Detective Comics n°441 (avec Walt Simonson) ; de la meilleure histoire pour « Götterdämmerung », dans Detective Comics n°443 (avec Walt Simonson)
- 1982 : Prix Inkpot
- 1992 : Prix humanitaire Bob Clampett
- 1993 : Prix Eisner du meilleur responsable éditorial pour Legends of the Dark Knight, Batman: Sword of Azrael et Deadman: Exorcism
- 1997 : Prix Eisner de la meilleure histoire courte pour « Heroes », dans Batman: Black & White n°4 (avec Gary Gianni)
- 1997 : Prix Harvey de la meilleure réédition US pour son travail sur Batman: The Dark Knight Returns 10th Anniversary Hardcover Edition de Frank Miller (avec Bob Kahan)

À titre posthume
- 1998 : Temple de la renommée Will Eisner
- 2008 : Prix Bill Finger
- 2013 : Prix Harvey du meilleur album non inédit pour Aliens : Le Huitième Passager) (avec Walter Simonson)

## Publications
- Warren Publishing
  - Creepy
  - Eerie
- Epic Comics
- Star Wars